# Gelechia cuneatella
Gelechia cuneatella is een vlinder uit de familie tastermotten (Gelechiidae). De wetenschappelijke naam is voor het eerst geldig gepubliceerd in 1852 door Douglas.
De soort komt voor in Europa.